# Viișoara, Cluj
Viișoara (în maghiară Aranyosegerbegy, în germană Erlenmarkt) este satul de reședință al comunei cu același nume din județul Cluj, Transilvania, România.

## Istoric

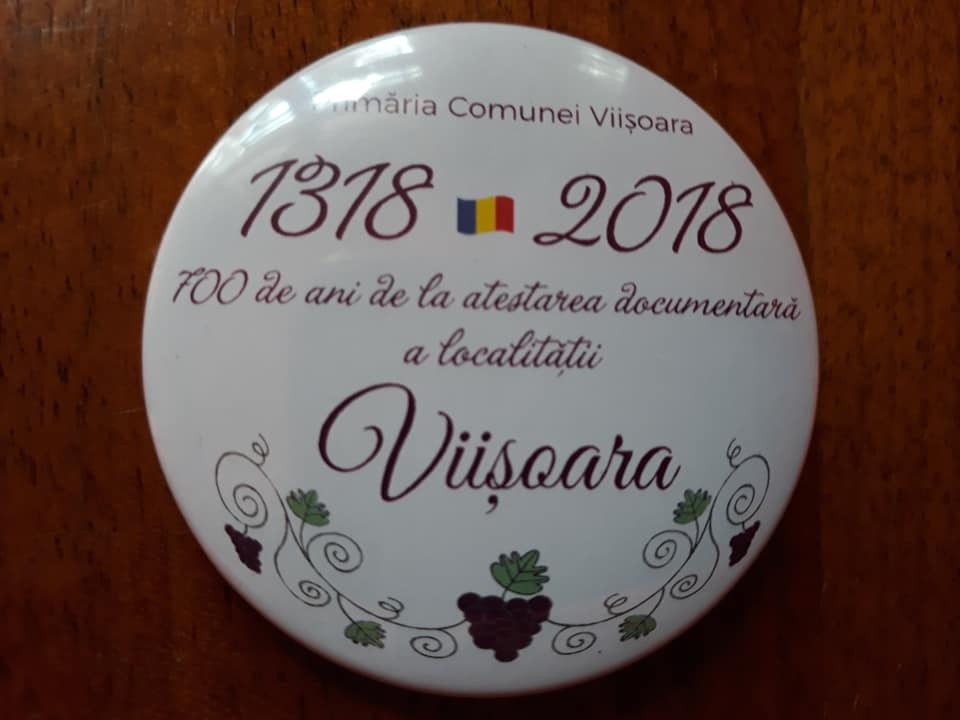
Insignă comemorativă a satului Viişoara 1318-2018 (700 de ani)

Viișoara apare menționată din 1318, sub denumirea de Sarcedosi de Egwibeg. O primă așezare, datată anul 957-960 a existat aici, pe podișul Lopoșei , la jumătatea secolului al XII-lea o altă așezare se presupune a fi existat pe coasta dealului Bărbosul, în timp cele 2 așezări unindu-se și ducând la formarea actualei localități.
Cele mai vechi descoperiri arheologice găsite pe teritoriul comunei Viișoara datează din neolitic (anii 2700-2100 î.C.), fiind localizate pe malul stâng al râului Arieș - topoare de piatră șlefuită și diverse fragmente de ceramică (în zona actualei vetre a satului).
La poalele dealului Bărbosul au fost descoperite obiecte și fragmente ceramice celtice, datate app. 1700-1150 î.C. (epoca bronzului). Tot din această perioadă s-au găsit în Urca în grădina unui locuitor urme din ziduri romane de piatră, țigle și cărămizi romane.
Din perioada romană au fost descoperite numeroase obiecte - în podgoriile Dealului Bătrân s-au găsit cărămizi, țigle, fragmente de piatră, o monedă datată perioada Hadrian, precum și un altar al lui Jupiter, la marginea Dealului de Foc au fost găsite diverse fragmente de ceramică și o monedă, în alte locuri au mai fost descoperite diverse fragmente ceramice, monezi și alte obiecte datate acestei perioade .
De-a lungul timpului localitatea va apărea menționată sub diverse denumiri (vezi Toponimie), ea fiind și proprietate a unor diverse familii - cea de Luncani, Brănișa, Chiend, actualul Plăiești din comuna Moldovenești, respectiv Hădăreni - familiile: Urkund, Figeti, Gerendi, Totpronsi, Csanyi.

### Cronologie istorică
1570-1580: Biserica romano-catolică de pe Dealul Morii va fi transformată în cetate apărată. Cetatea va fi cucerită în 1619 de oastea lui Gabriel Bethlen. Localitatea va fi declarată oraș, beneficiind de o serie de avantaje și beneficii.
1602: După ce învinge satele Boian și Bolduț, generalul romano-german Gheorghe Basta va fi învins la marginea Viișoarei.
1617: În anul 1617, principele Transilvaniei Gabriel Bethlen colonizează aici 36 familii de curteni, după ce satul fusese devastat și distrus.
1619: Localitatea este declarată din nou oraș, ulterior pierzându-și din nou acest statut. În perioada 1714-1774 redevine oraș, din ordinul împăratului Carol al VI-lea.
1705: Odată ajuns în localitate, Francisc Rákóczi va convoca Dieta de la Alba Iulia, unde urma să fie proclamat principe .
1714-1744: Populația Viișoarei atinge 2.200 de suflete.
1763: La Agârbiciu este cantonat un detașament militar, condus de generalul imperial Buccow.
1831: Satul are 1.189 locuitori 
1850: Localitatea este târg și are 2.463 locuitori, aparținând Districtului Militar Cluj, circumscripția Vințu de Sus, Cercul Vințu de Sus .
1848: Revoluția atinge și această zonă, existând numeroase conflicte și violențe îndreptate împotriva românilor . Ștefan Dembrian, protopop al Turdei, adresează pe 24 aprilie 1848 o scrisoare episcopului ortodox Andrei Șaguna, în care îi descrie situația, inclusiv amenințările cu moartea pe care el personal le primise. Șaguna va transmite o scrisoare către conducerea comitatului Turda în care va solicita rezolvarea acestor probleme, scrisoare rămasă fără răspuns.
1850: Ioan Rațiu devine practicant în Agârbiciu, asistându-l pe subcomisarul austriac Botta. Ulterior, va părăsi localitatea pentru a studia la Viena.
1883: La Turda se înființează Banca Populară Arieșeană. Printre acționarii fondatori se numără și unii locuitori ai Viișoara, respectiv bisericile greco-catolică și ortodoxă.
1918: Are loc Marea Unire. Reprezentanți ai Viișoarei se vor deplasa la Alba Iulia pentru a fi prezenți la eveniment. Atmosfera acelor zile este descrisă astfel :
„La 21 decembrie 1918 o coloană (de sud) formată din Regimentul 15 Infanterie, Escadronul Divizionar și o baterie de artilerie, a înaintat din zona Luduș-Uioara mai întâi până la Viișoara și la Cucerdea. Drumul spre Turda a fost de neuitat pentru ostași: arcuri de triumf și inscripții cu drapelele statelor aliate, o populație îmbrăcată în haine de sărbătoare i-a întâmpinat din localitate în localitate."”
1925: Ghiriș-Arieș și Ghiriș-Sâncrai se unesc, ducând la formarea actualei Câmpia-Turzii. Inițial Viișoara era inclusă în noua localitate, autoritățile decizând în final ca Viișoara să rămână localitate de sine stătătoare.
1925: Are loc marea inundație, provocată de râul Arieș. O mare parte din sat este distrus.
1939: Datorită numărului mare de animale existente aici, se decide înființarea unui târg periodic de animale la Viișoara.
1944, mai: La Viișoara se înființează o cantină pentru cei evacuați din Moldova și Basarabia.
1944, septembrie-octombrie: Armata horthyistă ocupă satul Viișoara. Au loc un număr de violențe împotriva locuitorilor români, culminate prin masacrul din Petrilaca, unde sunt uciși sub un pod 18 copii și părinții lor (vârste între 7 săptămâni și 36 ani). În lunile următoare, localitatea va fi eliberată de armata română și cea sovietică, în urma unor lupte însângerate.
1946: Viișoara este catalogată drept comună rurală de categoria I, prin decizia 1949 din 8 aprilie, a prefecturii Turda.
1949: Are loc naționalizarea. La Viișoara va fi confiscată moara "Vasinca Ioan și frații Solomon"
1952: Colectivizarea forțată a agriculturii atinge și Viișoara. Cei care se vor opune bolșevicilor vor fi arestați și întemnițați.

## Toponimie
De-a lungul timpului Viișoara apare menționată sub mai multe denumiri:
- 1318 Sarcedosi de Egwibeg [15]
- 1322 Sacerdos de Egwibeg
- 1334 Equrbeg
- 1339 Villa Egerbeg
- 1367 Poss Egerbegh
- 1388-1407 Poss Egerbegh
- 1450 Egvorbegh
- 1504 Via que Egerbegh
- 1582 Egerbegy
- 1750 Agribicis
- 1825 Agirbits
- 1839 Agribyts
- 1850 Egerbits
- 1854 Egerbegy, Erlemdorf
- 1911-1919 Aranyosegerbegy
- 1919-1925 Agârbiciu
- Din 1925 Viișoara

## Lăcașuri de cult

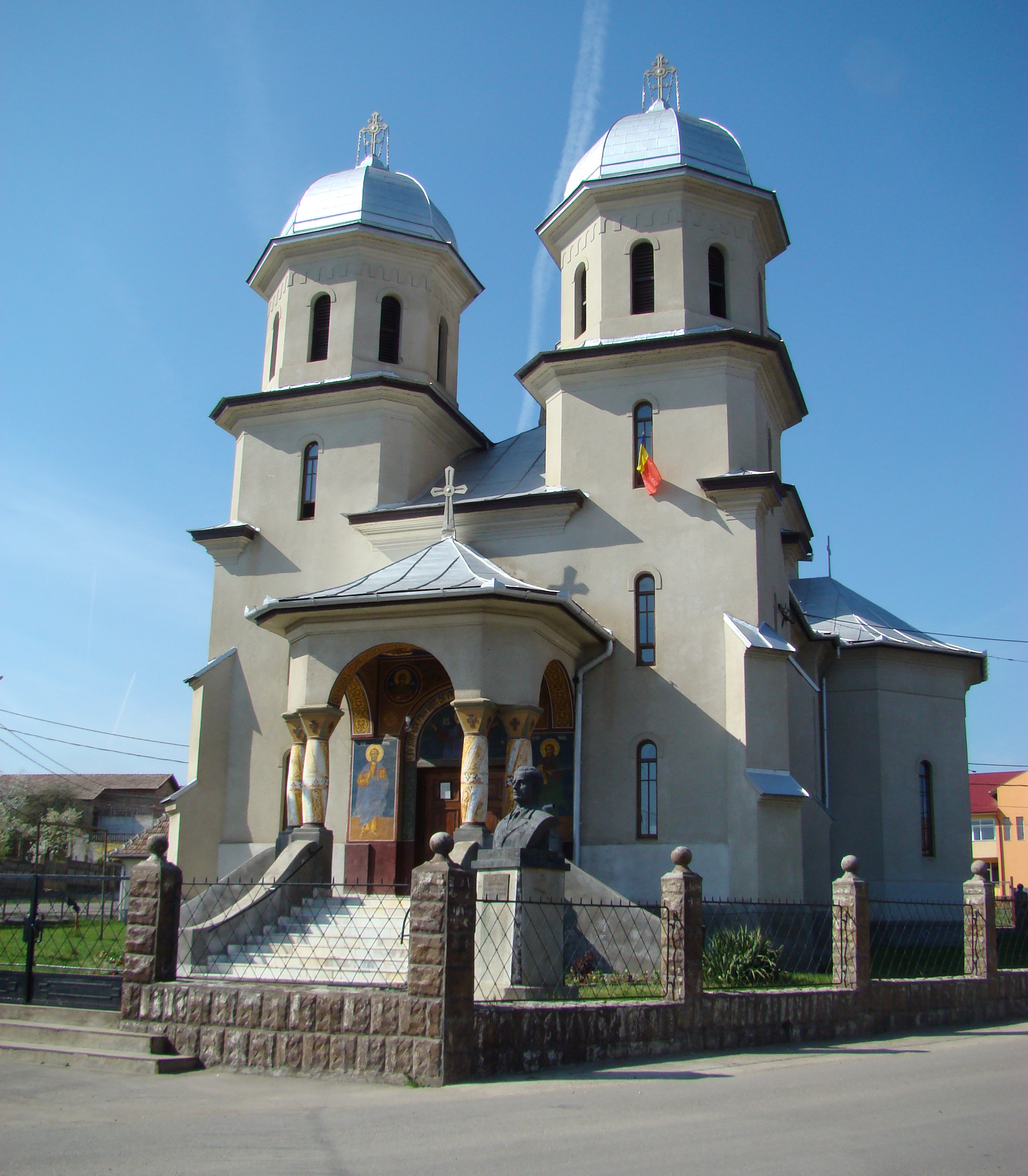
Biserica „Sfântul Ioan Botezătorul”

- Biserica Ortodoxă Sf. Ioan Botezătorul

Prima biserică a românilor din Viișoara a fost una de lemn, construită în anul 1722 de meșterul Tavista, pe un teren donat de locuitorul Meneșaghy Iosif, pe un teren aflat la vest de actuala biserică, ctitor fiind prim epitropul Feurdean Vasile și soția sa Ana, iar preot paroh fiind Crăciun Iov. Avea hramul „Sfinții Arhangheli Mihail și Gavriil”. Actuala biserică de zid a fost ctitorită în anul 1936 de către fiul satului Dr.Ioan Vescan, avocat și om politic, primul prefect român de Mureș. Biserica are formă de cruce, fiind construită după planurile arhitectului Victor Smigelschi din București, meșter zidar fiind Mihail Brumar. Lucrările de construcție au fost supravegheate de inginerul Grigore Bozdog din Turda și Iacob Vescan din Viișoara. Biserica a fost sfințită în data de 11 octombrie 1936 de episcopul Vadului, Feleacului și Clujului Nicolae Colan. Biserica a fost repictată în tehnica frescă, în stil neobizantin, între anii 1970-1971, de pictorul Glăvan Ioan din Novaci. Ctitorul bisericii, Nicolae Vescan, a decedat în anul 1946, fiind înmormântat în interiorul bisericii. În semn de omagiu, în anul 1998, în fața bisericii a fost amplasat bustul lui Nicolae Vescan, executat de sculptorul Emil Crețu din Cluj-Napoca. Bustul a fost sfințit în data de 28 iunie 1998 de  Preasfințitul Irineu Bistrițeanul, atunci episcop vicar al Arhiepiscopiei Vadului, Feleacului și Clujului.
- Biserica Reformată-Calvină (1799). Biserica este înscrisă pe lista monumentelor istorice din județul Cluj, elaborată de Ministerul Culturii din România în anul 2015.
- Biserica Baptistă
- Sala Regatului Martorilor lui Iehova

## Imagini

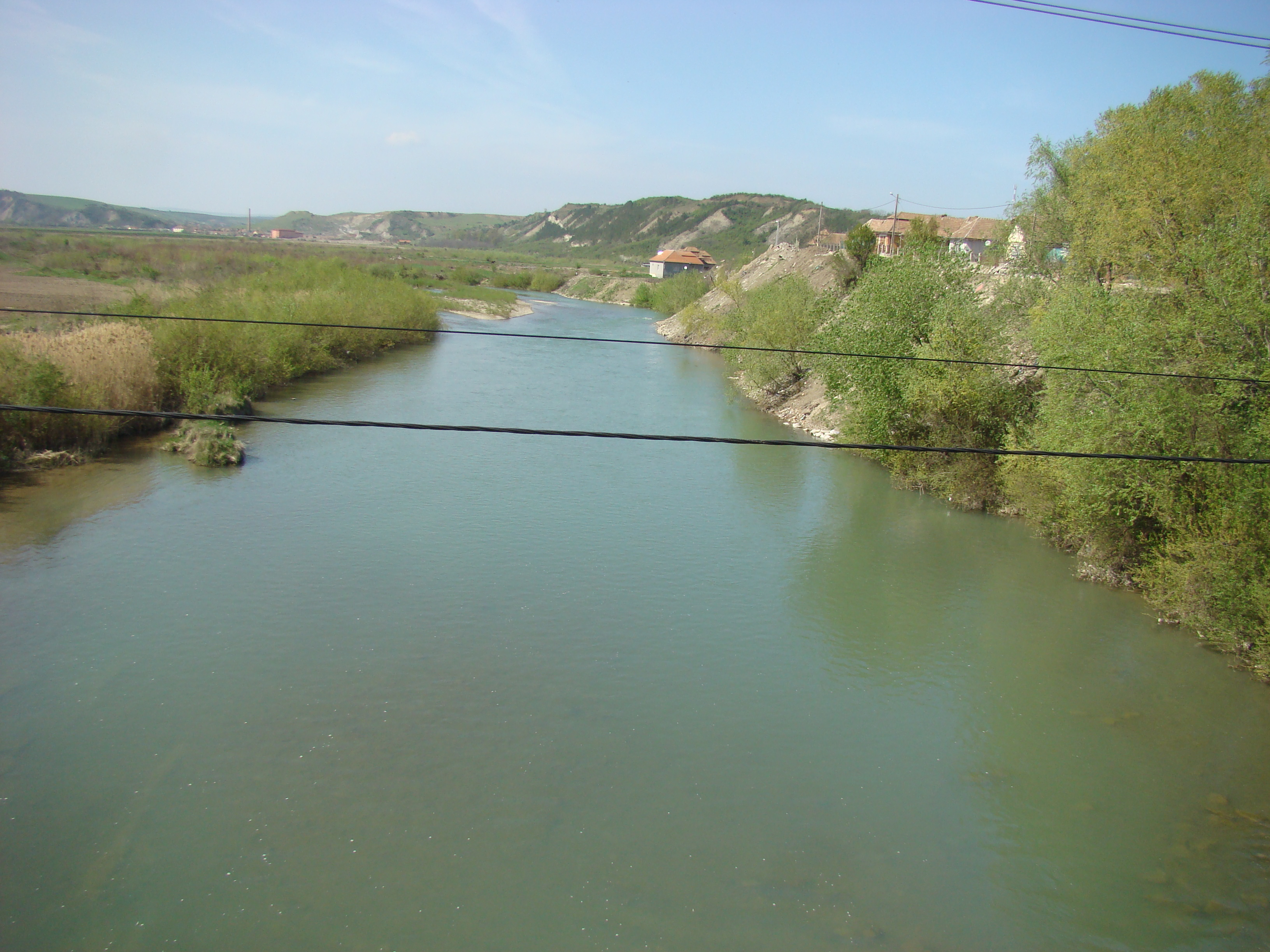
Râul Arieș la Viișoara
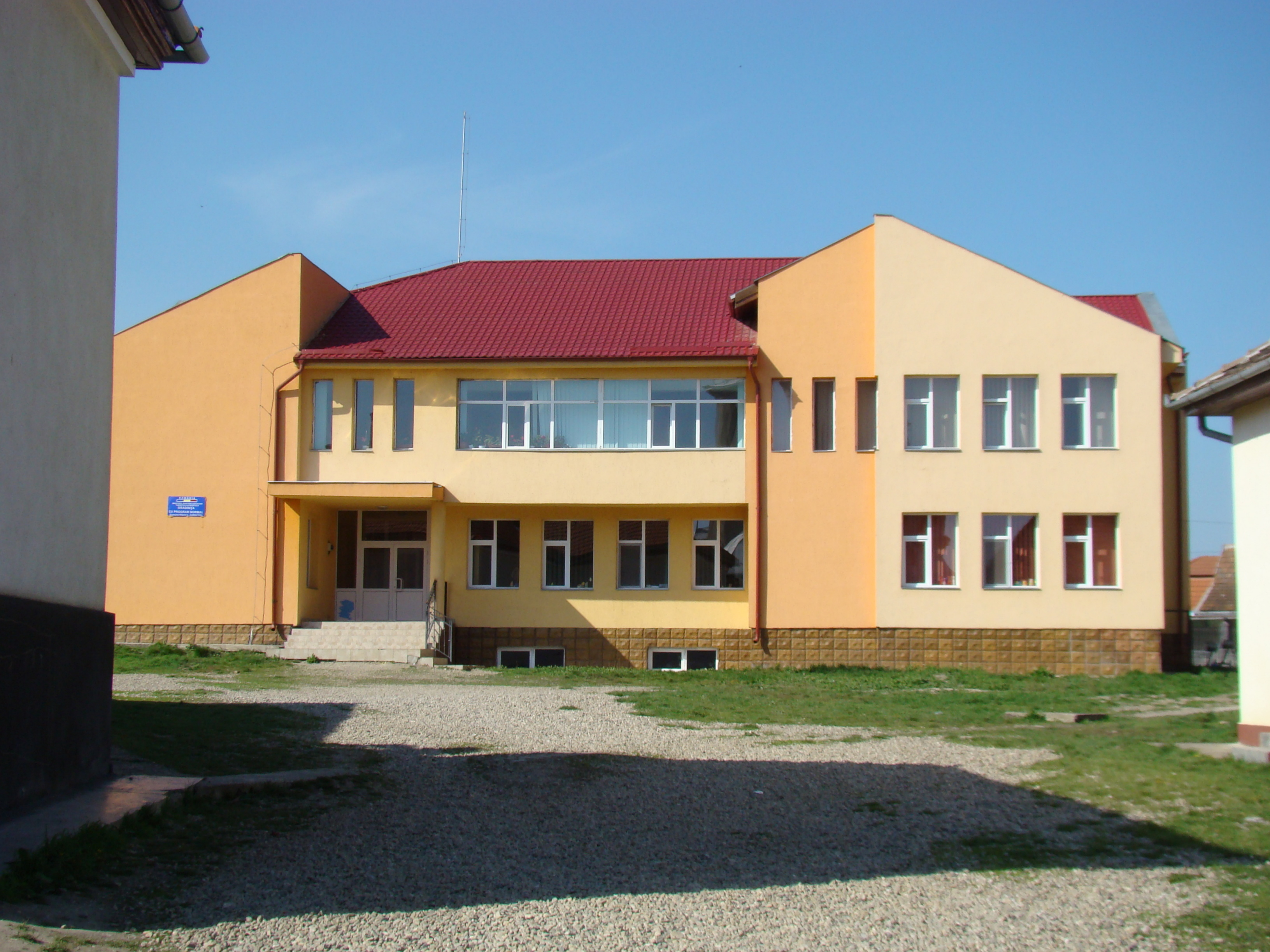
Grădinița
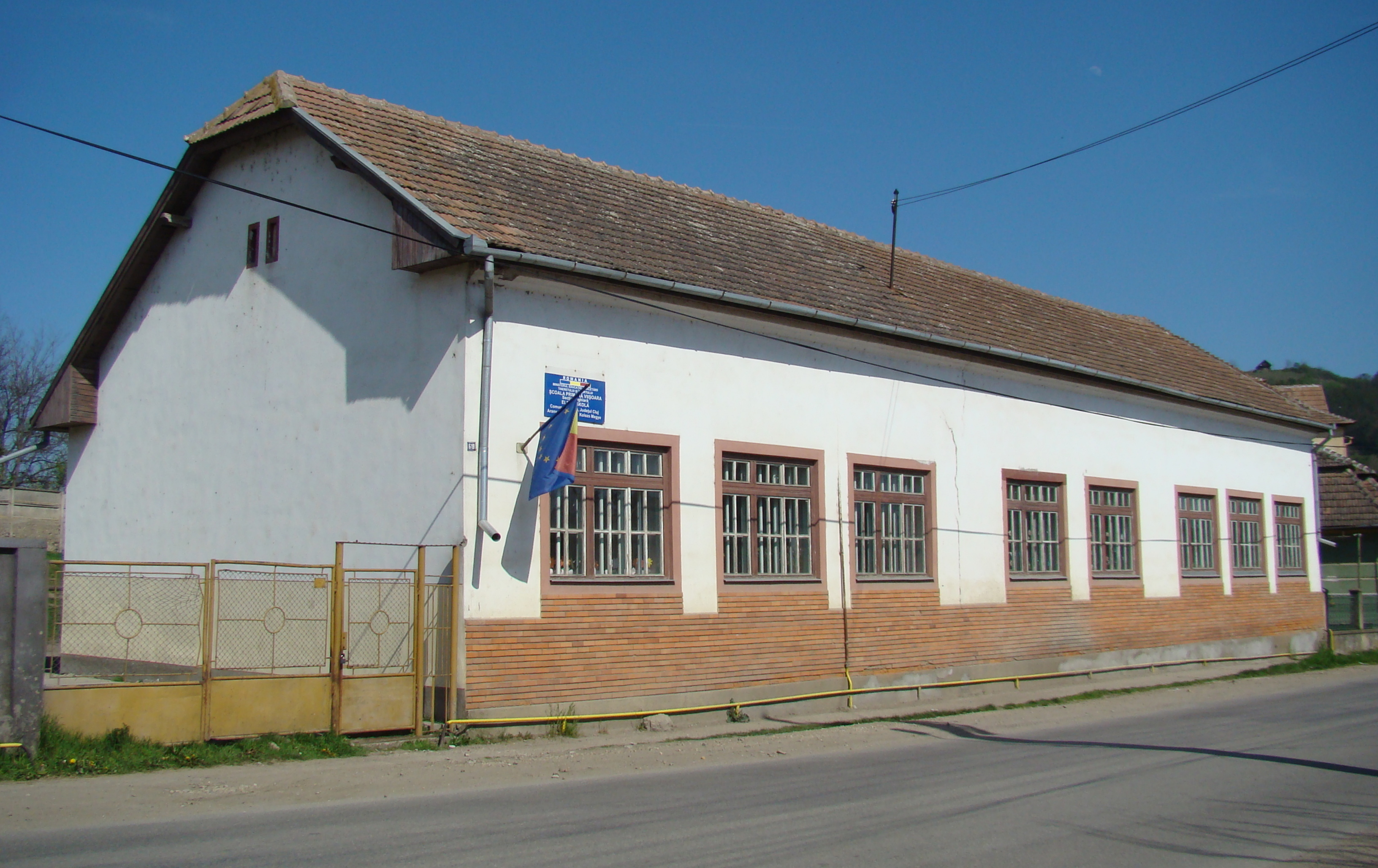
Clădirea școlii primare cu predare în limba maghiară
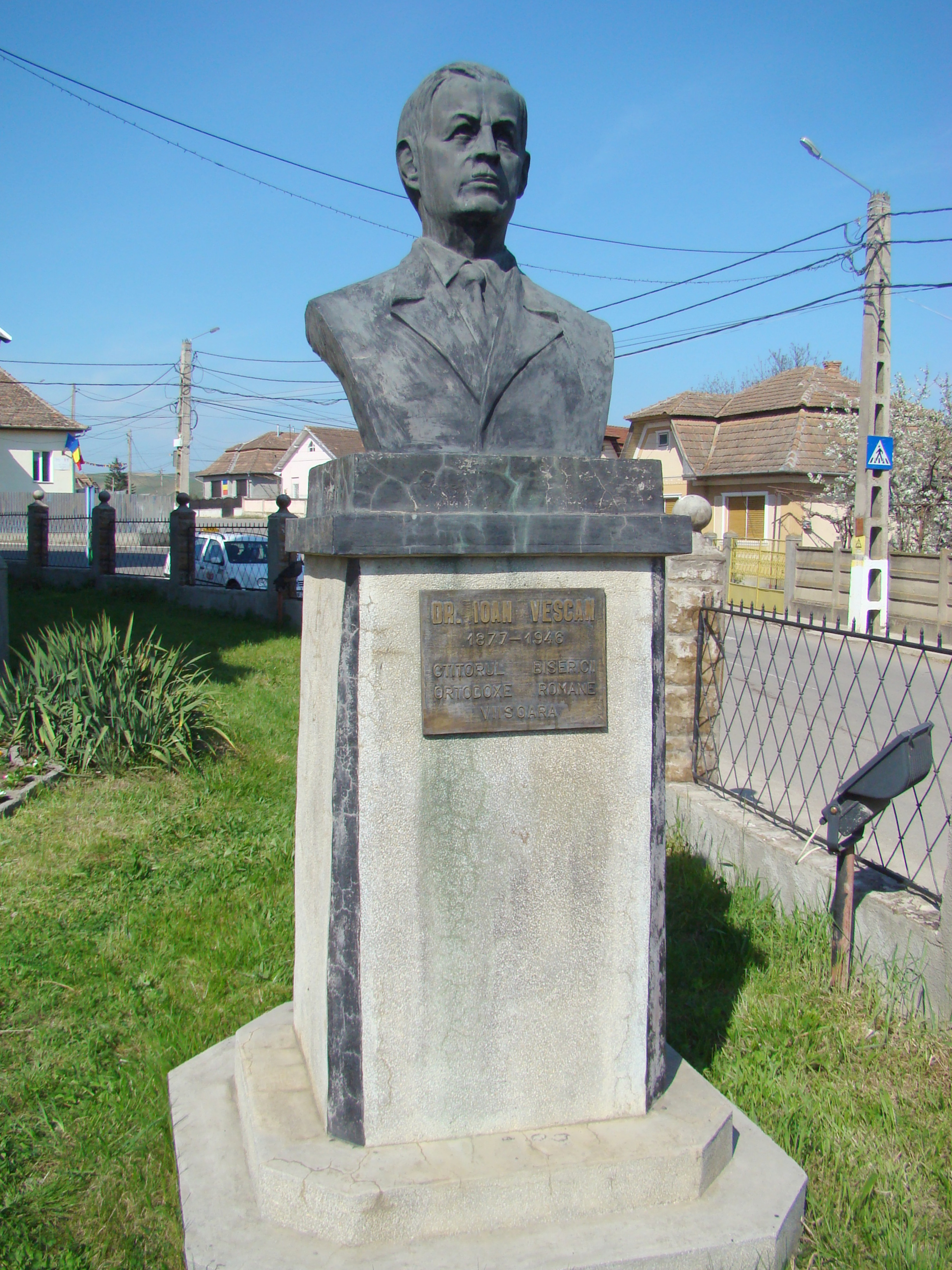
Bustul lui Ioan Vescan, amplasat în fața bisericii ortodoxe
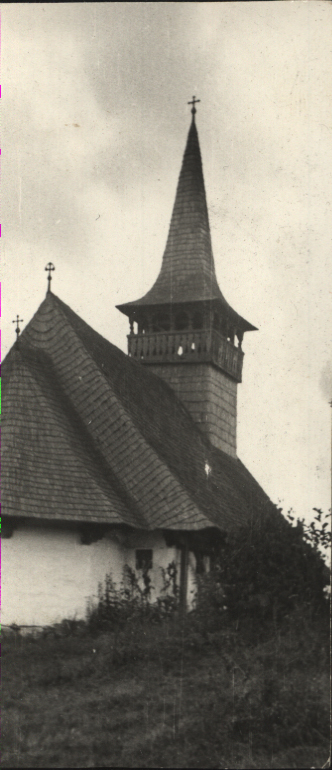
Biserica de lemn din Viişoara (imagine ante 1945)
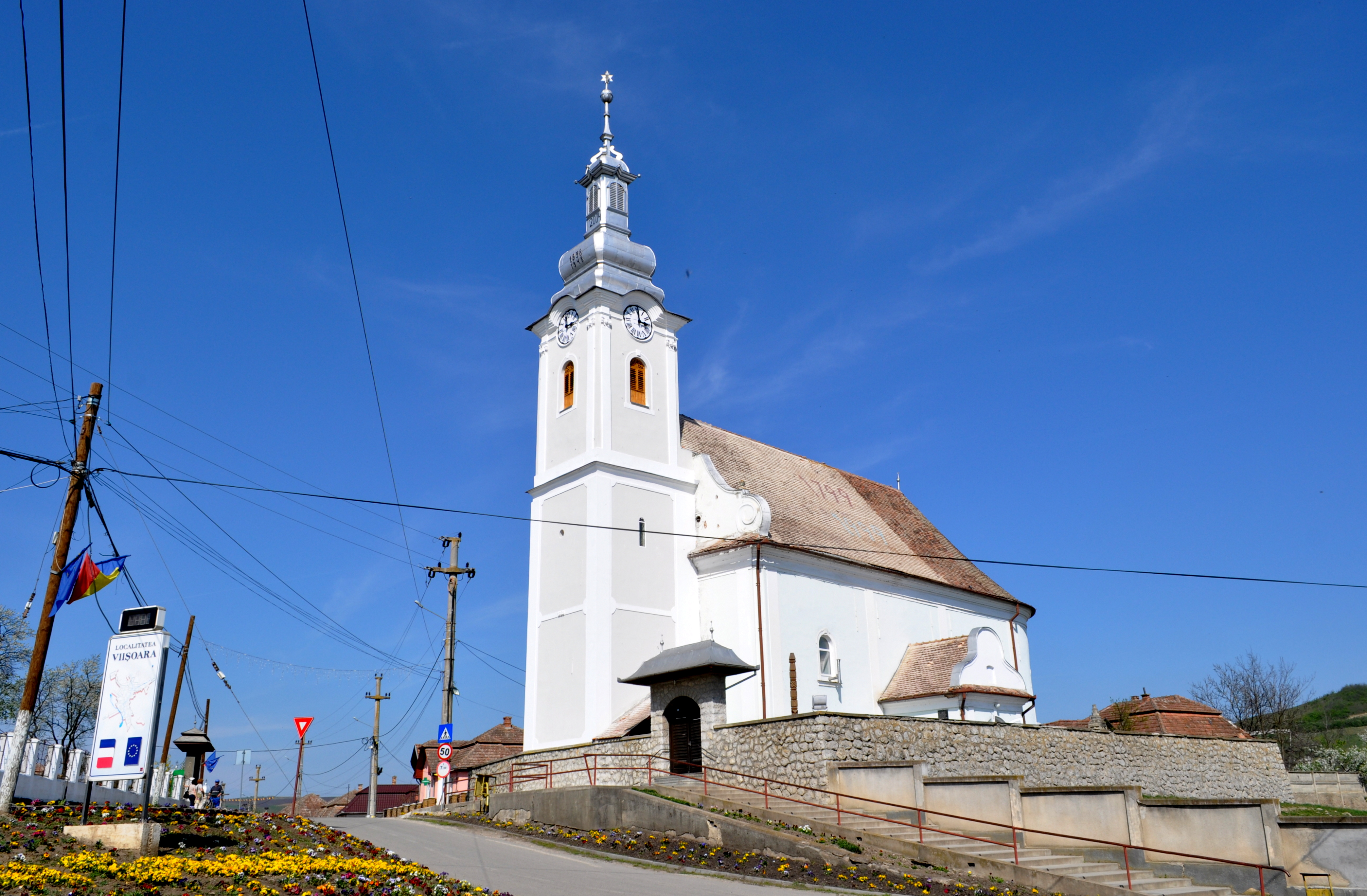
Biserica reformată-calvină (monument istoric)
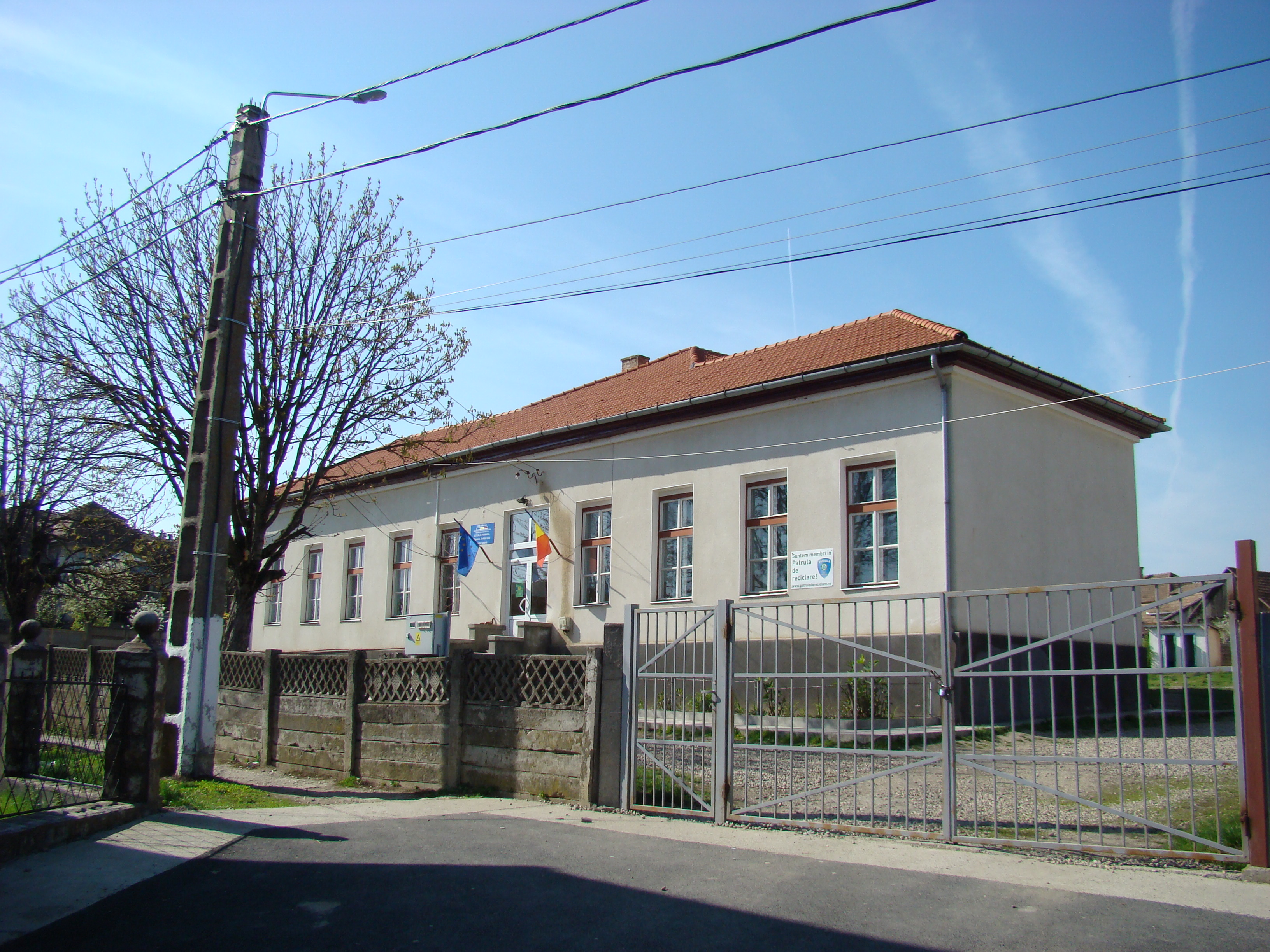
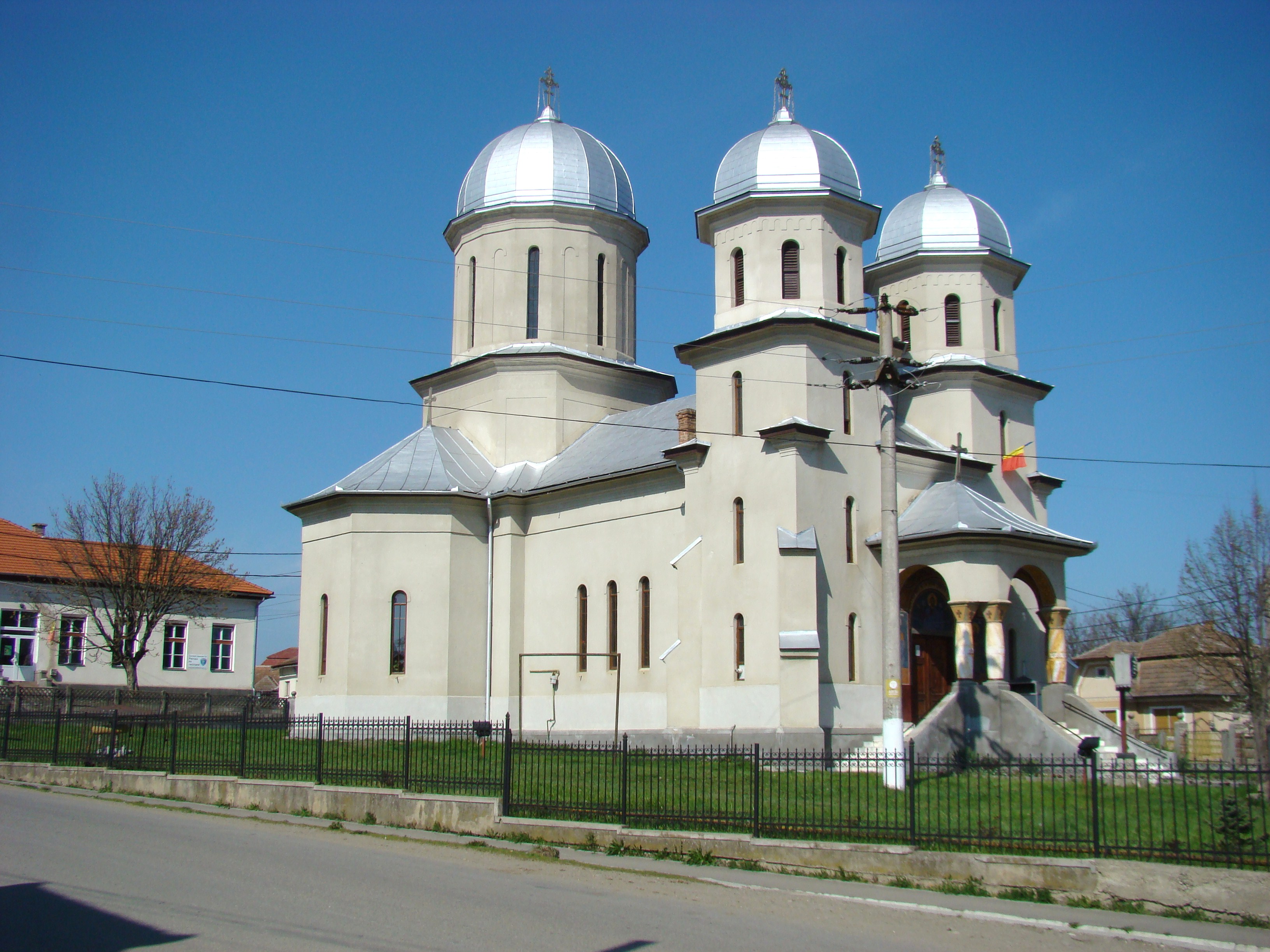
Biserica ortodoxă „Sf.Ioan Botezătorul”
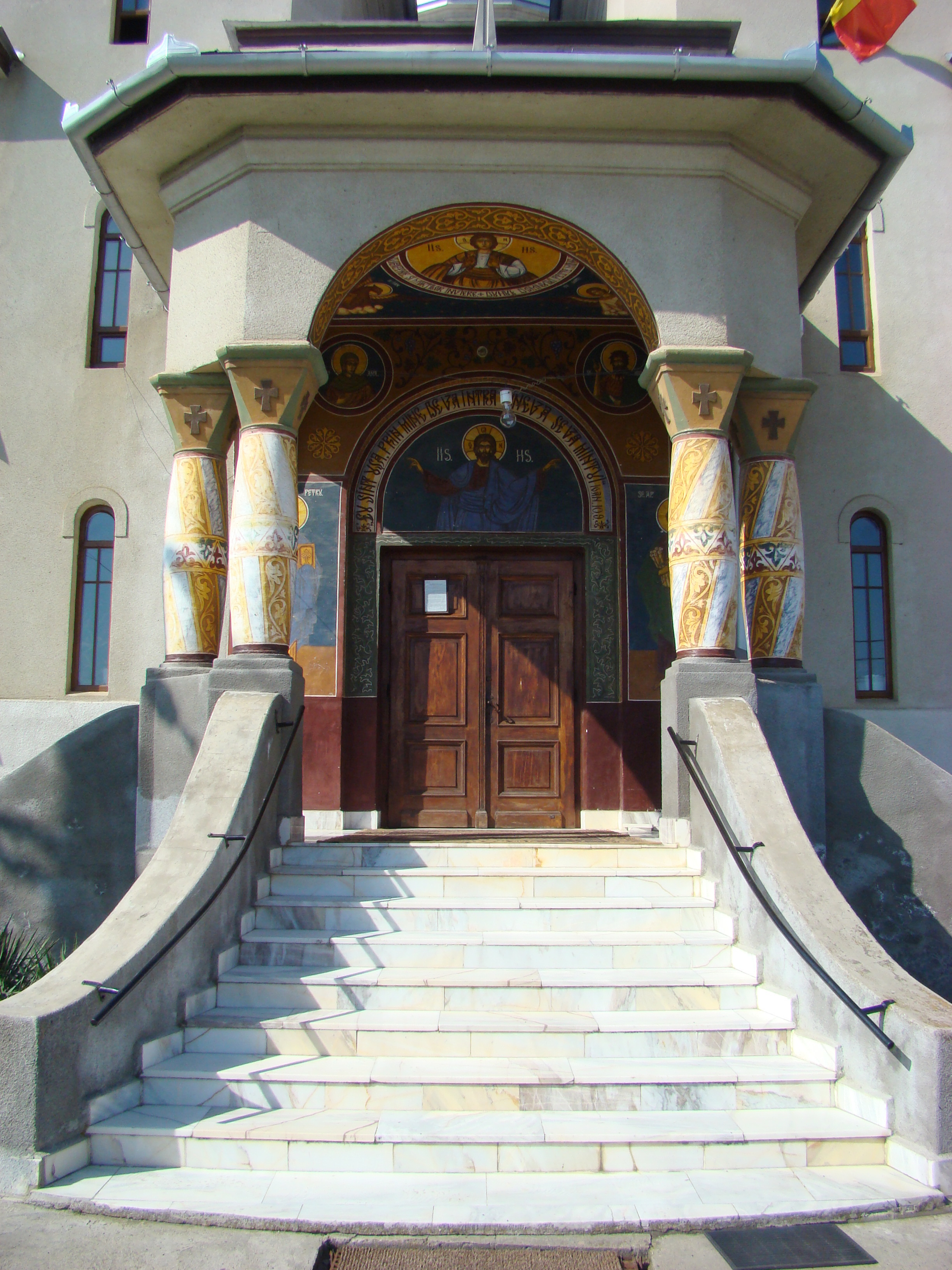
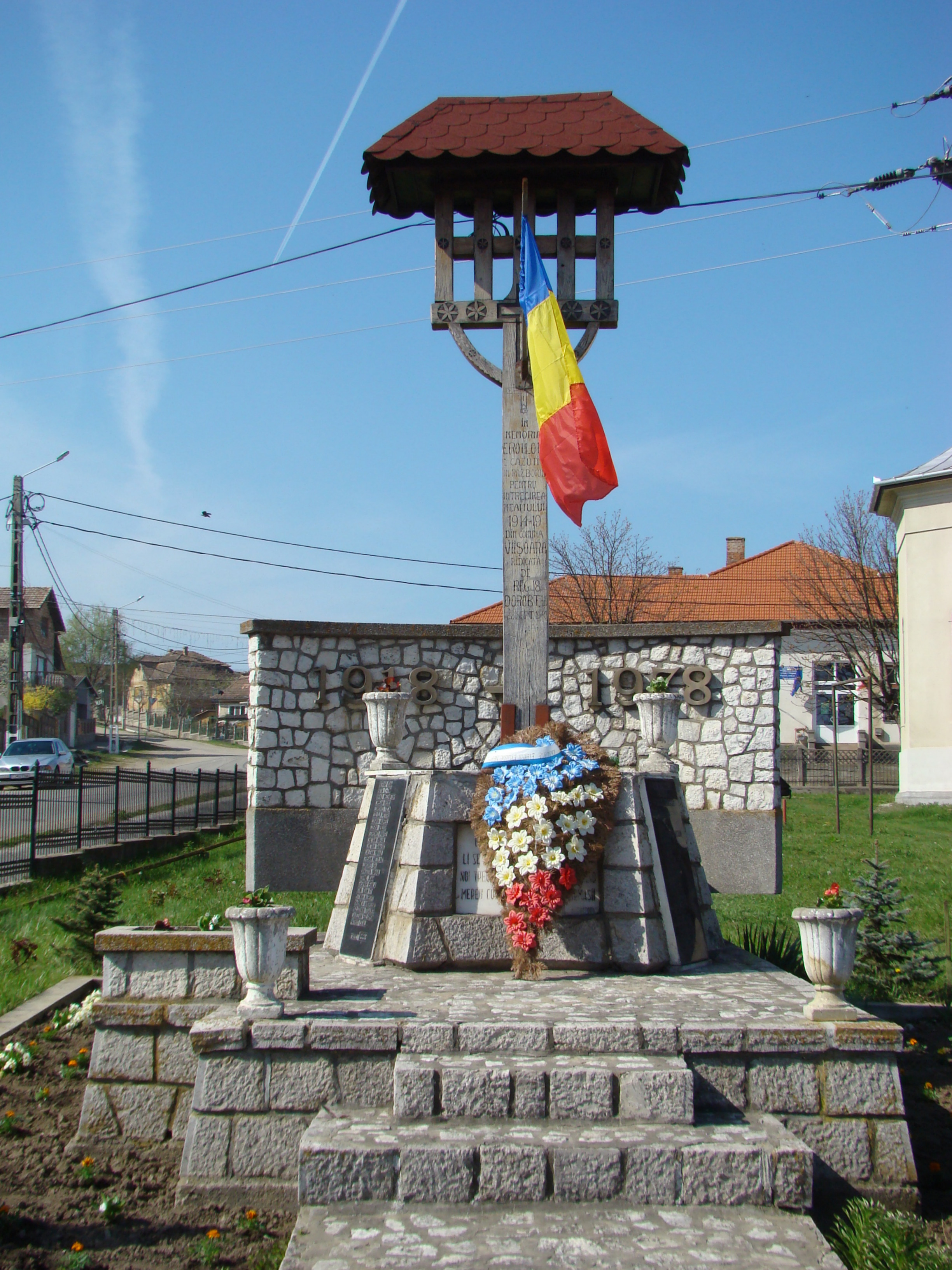
Monumentul Eroilor